# Forsvarets Medalje for International Tjeneste 1948-2009
Forsvarets Medalje for International Tjeneste 1948-2009 blev indstiftet i 2015 som en anerkendelse af civilt og militært personel i Forsvaret, der har forrettet tjeneste i en international mission i perioden 1948-2009. I alt er cirka 30.000 personer berettiget til medaljen der blev uddelt i perioden 2015-2016.
Baggrunden for medaljen var en manglende Dansk anerkendelse til det udsendte personel for at have deltaget i en international mission fra 1948 frem til 2009 hvor man indstiftede Forsvarets medalje for International Tjeneste.
Medaljen er rund, lavet af forsølvet messing og er udformet med rigsvåbnets tre kronede løver ledsaget af ni hjerter. På bagsiden af medaljen er indgraveret teksten "UDSENDT FOR DANMARK 1948-2009". Medaljens krydsbånd er rødt med tre brede hvide striber.

## Nævneværdige modtagere.
- Kaptajn Lars Hawaleschka Madsen, som blandt andet var en af forkæmperne for indstiftelsen af medaljen. I perioden 2009-2012[3] [4] forsøgte han at sikre, at alle udsendte blev anerkendt med en Dansk medalje uanset hvornår de har været udsendt for Danmark. Først i 2013 da han samarbejdede med tidligere Udenrigsminister Lene Espersen og Danmarks Internationale Veteranorganisation - De Blå Baretter[5], fik de hele blå blok med til en ændring af forsvarsforliget[6], hvorved mere end 30 millioner danske kroner blev tildelt yderligere til veteranpolitikken. I dette beløb indgik den nye anerkendelse af samtilige danske veteraner.